# Guatteriella
Guatteriella es un género de plantas fanerógamas con dos especie perteneciente a la familia de las anonáceas. Son nativas de Brasil.

## Taxonomía
El género fue descrito por Robert Elias Fries y publicado en Acta Horti Bergiani 12: 540. 1939.  La especie tipo es: Guatteriella tomentosa R.E.Fr.

## Especies
| - Guatteriella campinensis Morawetz & P.Maas - Guatteriella tomentosa R.E.Fr. |